# ムク
ムㇰ（MukまたはMook）は、朝鮮半島の伝統食品である。
ソバ、ゴマ、ドングリなどの穀物、豆、ナッツのデンプンを固めたものであり、ゼリーのような食感をもつ。ムㇰ自体に味はほとんどないため、醤油やごま油、刻みタマネギ、韓国海苔、唐辛子粉などで味付けするほか、様々な野菜と合わせる。

## 種類
ムㇰには、以下のように様々な種類がある。
- トトリムㇰ - ドングリのデンプンから作る。
- メミㇽムㇰ - ソバのデンプンから作る。
- ノㇰトムㇰ - リョクトウのデンプンから作る。
- ファンポムㇰ - リョクトウのデンプンから作り、クチナシで黄色に着色する[3]。
- ケムク - ゴマのデンプンから作る。

## ムㇰの料理

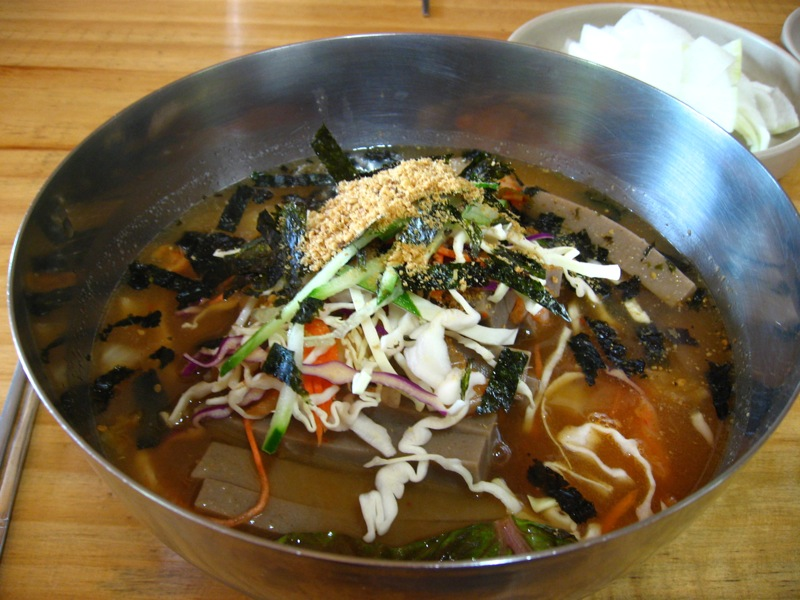
メミㇽムㇰサバㇽ

- ムクムチム - カンジャン（韓国の醤油）、ごま油またはエゴマ油、みじん切りにしたタマネギ、ゴマ、唐辛子粉などで味付けしたムㇰ料理である。刻んだキュウリやレタス、キャベツ、ハクサイなどの葉野菜と合わせることもあり、砕いた韓国海苔を飾る[4]。
- タンピョンチェ - 薄くスライスしたノクトゥムㇰと牛肉、野菜、海苔を和えた料理[5]。
- ムクボックン - 揚げたムㇰの料理[1]。
- ムクサバル（ムㇰバプ） - ムクとスライスした野菜の冷たいスープ[6]。